# Korbinian von Blanckenburg

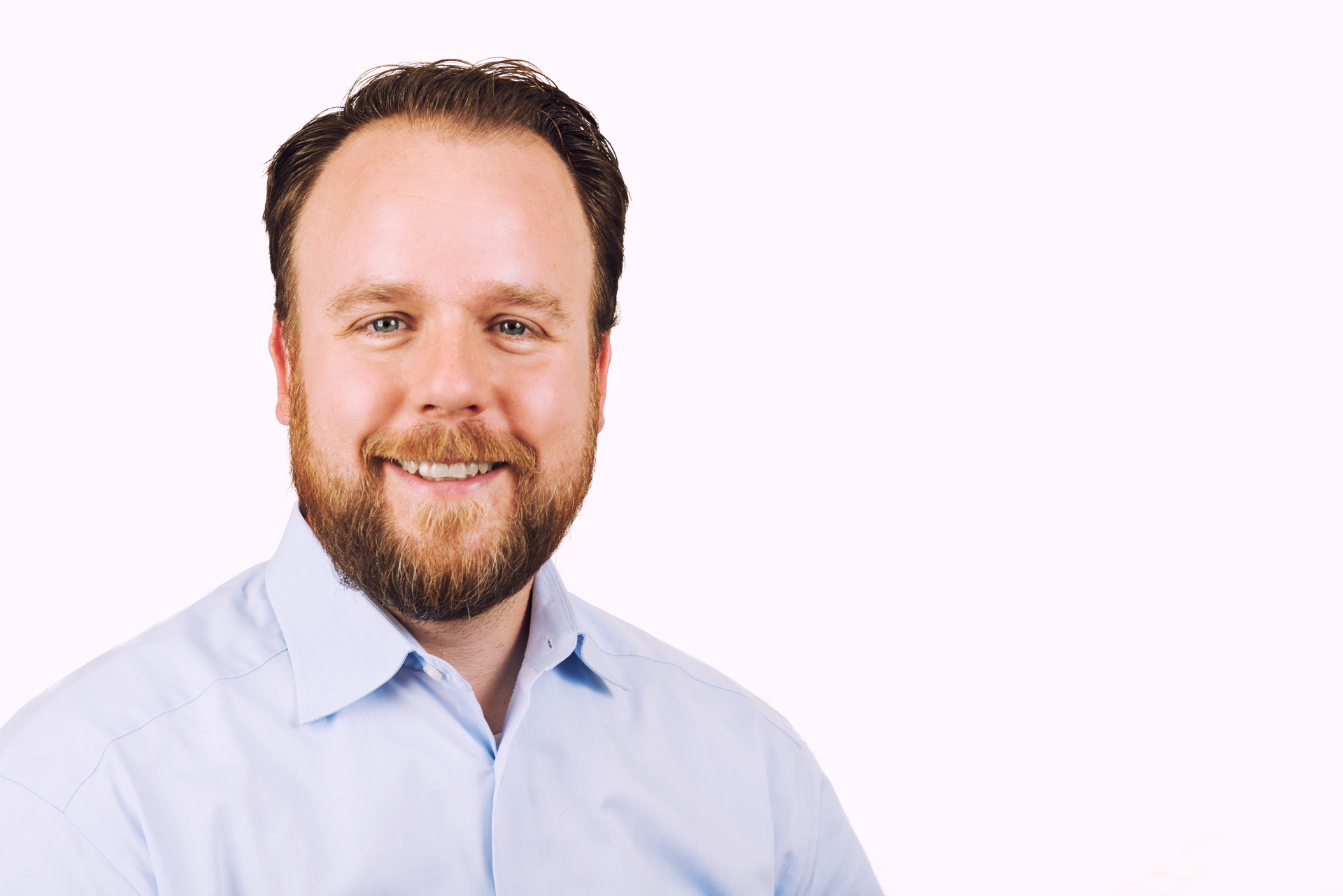
Korbinian von Blanckenburg

Korbinian von Blanckenburg (* 25. Mai 1979 in Göttingen) ist ein deutscher Volkswirt. Er ist Professor für Volkswirtschaftslehre und Wirtschaftsmathematik und Dekan des Fachbereichs Wirtschaftswissenschaften an der Technischen Hochschule Ostwestfalen-Lippe in Lemgo.

## Werdegang
Korbinian von Blanckenburg studierte nach dem Abitur am Hainberg-Gymnasium Göttingen Volkswirtschaftslehre an der Universität Regensburg, der Universität Karlstad in Schweden und der Westfälischen Wilhelms-Universität Münster. Anschließend entwickelte er in seiner Doktorarbeit Testverfahren zur Beurteilung der Funktionsfähigkeit von Märkten. Nach Stationen beim Deutschen Institut für Wirtschaftsforschung, der WINGAS GmbH und einem dreisemestrigen Lehrauftrag am Institut für Volkswirtschaftslehre der Universität Kassel wurde er im Oktober 2013 zum Professor ernannt. 2016 habilitierte er sich an der Universität Kassel, und es wurde ihm die Lehrbefähigung für das Fach Volkswirtschaftslehre erteilt.

## Virtual Reality Vorlesung
Korbinian von Blanckenburg entwickelt für seinen Youtube-Channel 360° Videos mit VR-Elementen. Mit diesen 360° Videos ermöglicht er seinen Studierenden eine ganz neue Möglichkeit die Vorlesung nachzuerleben. Der Unterschied zum herkömmlichen Lernvideo: Die Studierenden sehen nicht nur ihren Professor, sondern können sich mit einem Abspielmedium ihrer Wahl in einen virtuellen Vorlesungssaal begeben. Die Youtube-Videos ermöglichen einen 360-Grad-Blick durch den Vorlesungssaal inklusive Kommilitonen. Grafiken und Kurven erscheinen als anschauliches 3D-Gebilde im Raum. Die Zuschauer bekommen Aufgaben gestellt und müssen sich aktiv durch den virtuellen Raum bewegen, um mitrechnen zu können.
Die VR-Vorlesungen sind öffentlich unter youtube.com/wirliebenmathe  zugänglich.

## Mathematik in der BWL
Korbinian von Blanckenburg ist Autor des Lehrbuchs „Mathematik in der BWL“. Dieses Buch ist bewusst anwendungsorientiert geschrieben, d. h. verständlich und mit diversen praktischen Beispielen. Es richtet sich an Studierende der Betriebswirtschaftslehre. Auf Beweise und Herleitungen wird weitestgehend verzichtet. Zur Vertiefung des Stoffes sind an vielen Stellen QR-Codes eingefügt, die zu Live-Mitschnitten und kurzen Zusammenfassungen aus den Vorlesungen von Korbinian von Blanckenburg verlinken. Begleitend zu diesem Lehrbuch gibt es das „Übungsbuch Mathematik in der BWL“.

## Forschungsschwerpunkte
- Industrieökonomik
- Wettbewerbspolitik[8][9][10][11]
- Experimentelle Ökonomik

## Forschung zur Zeitumstellung
Korbinian von Blanckenburg veröffentlichte zusammen mit seinem Koautor Julian Strauch eine Studie zur Stromersparnis privater Haushalte. Aus der Analyse geht hervor, dass es durch die Zeitumstellung im Vergleich zu einer reinen Sommerzeit nicht zu Energieersparnis kommt. Im Gegenteil, bei einer ganzjährigen Sommerzeit wird bei privaten Haushalten sogar weniger Strom verbraucht. Dies begründen die Autoren über die Spezifika des täglichen Stromverbrauchs: In den Abendstunden verbrauchen Haushalte die meiste Energie. Zudem wird weniger Strom verbraucht, wenn es heller ist. Im Umkehrschluss verbrauchen private Haushalte bei einem System mit ganzjähriger Sommerzeit weniger Energie als bei der Zeitumstellung, da so die Effekte von mehr Helligkeit in den Abendstunden bereits ab dem frühen Frühling genutzt werden können und nicht erst ab Ende März.
Bei der aktuellen Debatte der Abschaffung der Zeitumstellung auf EU-Ebene warnt Korbinian von Blanckenburg vor einem Flickenteppich in Europa. Wenn jedes EU-Mitgliedsland selbst entscheiden kann, ob es zukünftig bei Sommer- oder Winterzeit verbleibt, drohen vor allem ökonomische Schäden. Zusätzliche Zeitzonen würden sich negativ auf den Handel und die Auslandsinvestitionen auswirken. Der Ökonom plädiert für eine abgestimmte europäische Lösung. Diese könnte beispielsweise aus weiterhin drei Zeitzonen bestehen. Vorstellbar wäre es seiner Meinung nach auch, das Verhalten, vor allem im Winter zu überdenken. Demnach sollten Schul- und Arbeitsanfangszeiten bei einer ganzjährigen Sommerzeit verschoben werden. So würde man den Effekt der längeren Abendhelligkeit nutzen und gleichzeitig nicht unter der längeren Dunkelheit am Morgen leiden. Diese Anpassung der Lebensweise an die Tageshelligkeit entspricht dann auch wieder dem natürlichen Biorhythmus – was klassischerweise als Gegenargument zur ganzjährigen Sommerzeit angeführt wird. Der Ökonom diskutiert darüber hinaus auch die Möglichkeit einer geregelten Weltzeit, wie sie auch schon die Piloten haben.
Zusätzliche Zeitzonen könnten aber auch ein Teil der europäischen Lösung sein. Orientiert man sich nicht an der maximalen Stromersparnis, sondern wie nah der Sonnenstand um 12 Uhr mittags tatsächlich am Zenit ist, wäre für Deutschland die ganzjährige Winterzeit am besten. Das bedeutet für Polen beispielsweise aber, dass dort die Sonne im Sommer sehr früh und in Spanien im Winter recht spät aufgehen würde. Eine mögliche Lösung könnte demnach auch eine Neusortierung der Zeitzonen sein. Länder östlich von Deutschland wechseln in die Zeitzone ‚GMT +2‘. Und Spanien wechselt in die Greenwich Mean Time (GMT) und wäre damit in derselben Zeitzone wie Portugal oder Großbritannien. Dann gäbe es das Problem nicht, dass eine ganzjährige Sommer- oder Winterzeit Spanien extrem treffen würde. Resultat der Neusortierung wäre, dass am 21. Juni in Ostpolen die Sonne von 4 bis 21 Uhr zu sehen wäre, am 21. Dezember von 8.30 bis 16 Uhr. Deutschland hätte zum Stichtag 21. Juni Sonne von 4 bis 20.30 Uhr und am 21. Dezember von 8.15 bis 16 Uhr. In Spanien würde am 21. Juni gelten: Sonne von 5 bis 20.30 Uhr sowie am 21. Dezember von 8 bis 17 Uhr.
Im Jahr 2025 ist eine umfangreiche Metastudie von Philipp Neumann und Korbinian von Blanckenburg zu den weltweiten Auswirkungen der Zeitumstellung erschienen. Insbesondere werden die Ergebnisse von wissenschaftlichen Studien in Bezug auf Energieverbrauch, Gesundheit, Kriminalität, Wirtschaft und Verkehr erfasst und ausgewertet.

## Das System of Cartel Markers (SCM): Ein Kartellscreeningverfahren
Korbinian von Blanckenburg entwickelte mit seinen Koautoren Alexander Geist und Konstantin Kholodilin das so genannte System of Cartel Markers (SCM). Es handelt sich dabei um ein Kartellscreeningverfahren, das auf der Idee basiert, dass ein Kartell bei seinen Aktivitäten verdächtige Spuren in empirischen Daten hinterlässt. Das SCM berücksichtigt dabei:
1. Den Kapazitätsauslastungsgrad: Während der Kartellgründungsphase tendieren Kartelle zu einer Preiserhöhung und/oder Mengenreduzierung. Unter der Annahme, dass die Kapazitäten kurzfristig unverändert bleiben wird demnach eine geringe Kapazitätsauslastung erwartet.
2. Die Korrelation zwischen Kapazitätsauslastungsgrad und Preisveränderung: Aufgrund ständig auftretender exogener Störungen wird davon ausgegangen, dass sich Märkte meistens im Ungleichgewicht befinden. Deshalb ist der Ansatz dieses Markers auf die Anpassung des Preises nach einer exogenen Störung gerichtet. So führt im Wettbewerb ein Nachfrageschock zuerst zu einer höheren Kapazitätsauslastung (die Anbieter sehen sich plötzlich vielen Anfragen gegenüber). Im nächsten Schritt wird eine Preisanpassung erwartet (nach einem positiven Nachfrageschock eine Preiserhöhung). Diese  Korrelation lässt sich empirisch messen (wobei natürlich die Verzögerung beachtet werden muss). Grundsätzlich reagiert auch ein bestehendes Kartell auf exogene Veränderungen. Auf der Suche nach dem (neuen) Cournot-Level finden solche Anpassungen allerdings langsamer statt (Absprache innerhalb des Kartells). Eine Ausnahme stellt zudem die Kartellgründungsphase dar, denn hier werden Preise ja zunächst völlig unabhängig von der tatsächlichen Marktentwicklung getätigt (so lange bis das gewinnmaximale Level nach Meinung des Kartells erreicht wurde).
3. Der Renditedifferenz (zu einer übergeordneten Industrie): Es werden Überrenditen erwartet.
4. Korrelation zwischen Renditedifferenz und Kapazitätsänderungen: Auf einem Wettbewerbsmarkt wird ein positiver Zusammenhang zwischen der Renditedifferenz und den Kapazitätsänderungen erwartet. Erwirtschaftet eine Branche beispielsweise Überrenditen (weil die Produkte etwa in Mode gekommen sind), lockt dies einerseits neue Unternehmen an und führt andererseits zur Erweiterung der (ausgelasteten) Kapazitäten bisheriger Marktteilnehmer. Beide Effekte spiegeln sich in einer positiven Kapazitätsänderung für die Gesamtbranche wider. Im Gegensatz dazu führen Unterrenditen zum Ausscheiden von Teilnehmern und Kapazitätsreduzierung. In einer Kartellphase (wenn die Mitglieder ihre Investitionen absprechen) ist hingegen keine kurzfristige Kapazitätsveränderung zu erwarten, solange die vorhandenen (unterausgelasteten) Kapazitäten ausreichen. Es wird also sowohl für die Kartellgründung als auch in der Kartellphase die Unabhängigkeit von Renditedifferenz und Kapazitätsänderung erwartet.
5. Verteilung der Preisveränderungen: Bei Kartellaktivitäten wird eine höhere Dichte der Preisveränderungsverteilung um Null erwartet, da Kartelle dazu neigen, Preise untereinander abzustimmen. Dies wurde zudem empirisch nachgewiesen.[22]

## Mitgliedschaften
- StaF – Ehemaligenverein des Instituts für Finanzwissenschaft
- Verein für Socialpolitik

## Auszeichnungen
- Roman-Herzog-Forschungspreis Soziale Marktwirtschaft 2018[23]

Der Preis wurde von Blanckenburg für seine Habilitation „Entwicklung von wettbewerbsökonomischen Methoden zur Aufdeckung und Minderung von Marktmachtmissbrauch“ verliehen. Darin zeigt er Wege auf, um Wettbewerbsdefekte zu identifizieren und analysiert einschlägige empirische Fallbeispiele. Dabei geht es vor allem um Wettbewerbspolitik und Kartellbildung.
- Lehrpreis 2015 (Hochschule Ostwestfalen-Lippe)[25]

Den Lehrpreis erhielt von Blanckenburg für sein hohes Engagement bei seinen Vorlesungen.

## Publikationen (Auswahl)
- mit Philipp Neumann: What Time Will It Be? A Comprehensive Literature Review on Daylight Saving Time, in: Time & Society, 2025, doi:10.1177/0961463X241310562.
- mit Christine Austermann, Anja Iseke und Eva Tebbe: Stereotypical behavior vs. expectations: Gender differences in a dictator game, in: Journal of Economic Psychology, 2024, doi:10.1016/j.joep.2024.102742.
- mit Eva Tebbe und Anja Iseke: Giving and taking in dictator games – differences by gender? : A replication study of Chowdhury et al. (Southern Economic Journal, 2017), in: Journal of Comments and Replications in Economics, 2023, doi:10.15456/j1.2021138.1037237398.
- mit Christian Beyer und Elke Kottmann: The Welfare Implications of the European Trucks Cartel, in: Intereconomics, 2020, doi:10.1007/s10272-020-0881-5.
- mit Israel Waichman: Is there no “I” in “Team”? interindividual-intergroup discontinuity effect in a Cournot competition experiment, in: Journal of Economic Psychology, 2019, doi:10.1016/j.joep.2019.06.004.
- mit Eva Tebbe: Does willingness to pay increase with the number and strictness of sustainability labels?, in: Agricultural Economics, Issue 1, 2018, 41–53.
- Auto-Kartell: Ein schmaler Grat, in: Wirtschaftsdienst, 08/2017, 533–534.
- mit Julian Strauch: Stromersparnis der Zeitumstellung bei privaten Haushalten, in: Wirtschaftsdienst, Jg. 96 (2016), Heft 4, 265–272, doi:10.1007/s10273-016-1968-2.
- mit Milena Neubert: Monopoly Profit Maximization: Success and Economic Principles, in: Economics Research International, 2015, doi:10.1155/2015/875301
- Führt Google Shopping zu einer neuen Art von Wettbewerbsproblem?, in: Zeitschrift für Wirtschaftspolitik (ZfW), Jg. 63 (2014), Heft 3, 240–256.
- Entwicklung und Anwendung von ökonometrischen Testverfahren zur Koordinationsmängeldiagnose, Hamburg : Kovač, 2009 ISBN 978-3-8300-4579-3
- Überprüfung der Funktionsfähigkeit von Marktprozessen im Koordinationsmängel-Diagnosekonzept  Münster : Institut für Finanzwissenschaft, 2007
- Methods of Testing the Workability of Markets, in:  Prinz, A., Steenge, A.E. and Schmidt, J. (Herausgeber): The Rules of the Game: Institutions, Law and Economics, Wirtschaft: Forschung und Wissenschaft, Bd. 22, LIT: Muenster, 2007, 187–203, ISBN 978-3-8258-0693-4
- How can a Cartel be Detected?, in: International Advances in Economic Research, Band 15, Ausgabe 4, S. 421–436, 2009, Verlag Springer US, mit Alexander Geist
- Veröffentlichungen von Korbinian von Blanckenburg auf econbiz.de